# Алипий Столпник
Алипий Столпник († VII век) — христианский святой, почитаемый в лике преподобных. Память в Православной церкви совершается 26 ноября (по юлианскому календарю)
.

## Житие
Преподобный Алипий Столпник родился около 515 года (в церковных календарях говорится о рождении в 522 году) в городе Адрианополе в Пафлагонии (источники сообщают о нескольких городах с именем Адрианополь в Малой Азии, один из которых принадлежал географически к Вифинии, а политически к Пафлагонии). Житие говорит, что во время рождения сына мать видела чудесное видение, вся комната была наполнена божественным сиянием — в предзнаменование будущей праведной жизни Алипия.
Мать его, христианка, рано овдовела и, согласно житию святого, зная о божественном призвании сына, поручила его воспитание Феодору, епископу Адрианопольскому.
Епископ Феодор посвятил святого Алипия в сан диакона. Однажды Алипию, сопровождавшему своего епископа в Константинополь, явилась во сне святая мученица Евфимия и сказала, чтобы он возвратился на родину и на месте заброшенного языческого кладбища основал церковь в честь её имени.
Тот исполнил указание и начал подвижническую жизнь. Рядом с храмом, под открытым небом святой соорудил себе из старинной колонны столп, находясь на котором 53 года он постоянно молился Богу, а также поучал и наставлял многих, приходящих к нему. Как писал Дмитрий Ростовский,

«Еще до освящения церкви легионы бесовские, видя, что, по старанию святого Алипия, среди их жилища воздвигается селение святых… с великим криком и воплем устремились на новозданную церковь и на келлию святого, желая разрушить здание до самого основания и, устрашив святого мужа, изгнать его оттуда».

Бесы, однако, по утверждению жития, побежденные молитвой и стойкостью святого, навсегда покинули это место. За свою деятельность он удостоился дара пророчества, изгнания бесов и исцеления болезней.
Лишь за 14 лет до смерти святой не смог больше стоять и из-за болезни ног лежал на боку, безропотно перенося тяжкие страдания и смиренно благодаря Бога.
Постепенно около столпа возникли два монастыря: мужской и женский, в которых он ввел строгие монашеские уставы и управлял ими до своей смерти. Скончался преподобный Алипий в возрасте более 100 лет, в царствование Ираклия I (610—641 гг.).

## Историческое восприятие
В христианстве Алипий — один из трёх наиболее известных столпников, наряду с Симеоном Столпником и Даниилом Столпником. В то же время в научной литературе подчёркивается характер действий Алипия по отношению к языческому прошлому, типичный для христиан IV—V веков — основанный им храм располагался на месте языческого кладбища, а столп, на котором он стоял, был остатком древней колонны языческого храма.

## Почитание
Глава преподобного Алипия Столпника хранится в монастыре Кутлумуш на Святой Горе Афон.
Во имя Алипия освящён один из престолов храма Константинопольского патриархата в турецкой Анталье.